# Dendropaemon fasces
Dendropaemon fasces là một loài bọ cánh cứng trong họ Bọ hung (Scarabaeidae).